# コレーム地理学
コレーム地理学（フランス語: la Géographie Chorématique）は、1973年にロジェ・ブリュネにより提唱された地誌学の方法論である。1980年代以降のフランスの地理学を代表するトピックの1つとなった。

## コレーム
コレーム（フランス語: Choréme）は、地理空間を構成する基本的な要素のことである。
コレームは28種類存在し、空間を表現する基本形態が7種類、基本次元が4種類ある。前者はMailage（分割）、Quadrilloge（結合）、Gravitation（吸引）、Contact（接触）、Tropisme（傾斜）、Dynamique territoriale（動態）、Hiérarchie（階層）、後者はPoint（点）、Ligne（線）、Aire（面）、Réseau（ネットワーク）である。これらの組み合わせで28種類のコレームが構成される。
これらの28種類のコレームを組み合わせることで、全ての空間を表現可能としている。このため、コレームの概念を用いることで、現実の複雑な空間構造を、コレームの組み合わせで表現できる。

## 評価
地理学には、空間の科学としての地理学と、個別の場所に関する科学としての地理学の2つの側面があり、それぞれ対立していたが、コレームを考えることで、矛盾する2つを解消することができた。
一方、コレーム地理学は、ポール・ヴィダル・ドゥ・ラ・ブラーシュからの流れを汲む伝統地理学の研究者にとっては異質なものだったと推測されている。
学術雑誌上で文章化された批判として、イヴ・ラコステによる批判が挙げられる（ただしラコステは伝統地理学側の研究者ではない）。ラコステの批判は、主にコレーム地理学が単純化したモデル表現である点、経済的な要因を重視しているが政治・文化・自然環境などを軽視している点であった。